# Стефанески, Джованни Баттиста
Джова́нни Батти́ста Стефане́ски, настоящее имя Мелькьо́рре Стефанески (итал. Melchiorre Stefaneschi) (итал. Giovanni Battista Stefaneschi; 1582, Борго-Сан-Лоренцо, Тоскана — 31 октября 1659, Венеция) — итальянский католический монашествующий священник и художник эпохи барокко. Известен под прозванием Отшельник из Монте-Сенарио (итал. Eremita di Monte Senario).
Родился во Флоренции. Сын каменщика Франческо Стефанески. В возрасте 22 лет вступил в католический монашеский Орден служителей Девы Марии (орден Сервитов), 1 января 1606 года был рукоположен во священники под именем Джованни Баттиста. 
Обучался живописи у Андреа Коммоди. Во Флоренции работал на Фердинанда II Медичи, великого герцога Тосканского. Как художник, испытал влияние Якопо Лигоцци и Пьетро да Кортона. Его прозвали Отшельником из Монте-Сенарио (итал. Eremita di Monte Senario), поскольку он принял монашеские обеты  и жил в монастыре святилище Монте-Сенарио, на одноимённом холме рядом с деревней Валья, к северу от Флоренции. 
Его первым биографом был Филиппо Бальдинуччи. В галерее Уффици во Флоренции хранится автопортрет Стефанески в преклонном возрасте, который происходит из коллекции кардинала Леопольда Медичи.
Среди его учеников был Ипполито Галантини.

## Галерея

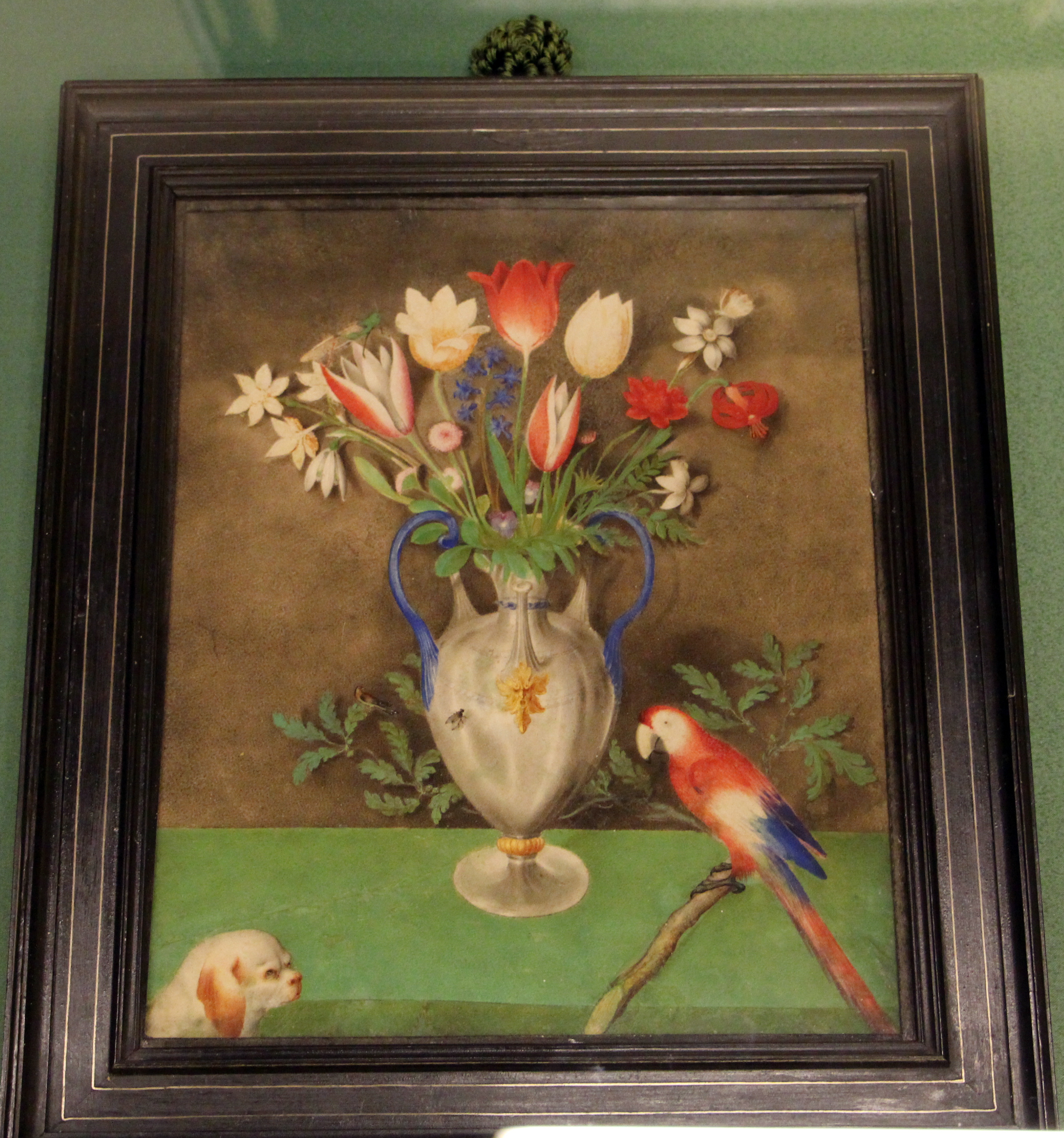
Ваза из полудрагоценного камня с цветами, попугаем и маленькой собачкой